# 사이베리아 3
《사이베리아 3》(Syberia 3)는 PC, macOS, 플레이스테이션 4, 엑스박스 원, 닌텐도 스위치용으로 개발된 어드벤처 비디오 게임이다. 사이베리아 시리즈 가운데 세 번째 게임으로, 스팀펑크 요소를 포함하고 있으며 시베리아를 여행하는 미국의 변호사 케이트 워커의 모험을 따른다.

## 평가
사이베리아 3는 대개 분위기와 사운드 트랙, 일부 솔리드 퍼즐을 긍정적으로 평하면서 복합적인 평가를 받았다. 그러나 다수는 초기 버전의 수많은 버그, 미숙한 게임플레이, 의심스러운 스토리라인으로 실망하였다.
이 게임은 여러 버그를 수정하기 위해 2개의 업데이트를 내놓았다.